# Madison Kubik
Madison Kubik (8 gennaio 2001) è una pallavolista statunitense, schiacciatrice della LOVB Omaha.

## Biografia
È la sorella maggiore della pallavolista Hayden Kubik, sua compagna di squadra nel 2022 alla Nebraska.

## Carriera

### Club
La carriera di Madison Kubik inizia nei tornei scolastici dell'Iowa, giocando per la Valley HS. Dopo il diploma gioca nella lega universitaria NCAA Division I dal 2019 al 2022 con la Nebraska, raggiungendo una finale nazionale e ricevendo qualche riconoscimento individuale.
Firma il suo primo contratto da professionista a Porto Rico, partecipando alla Liga de Voleibol Superior Femenino 2023 con le Cangrejeras de Santurce. Nella stagione 2023-24 è di scena in Italia, dove disputa la Serie A1 con la Cuneo Granda. Torna poi in campo in patria, dove viene ingaggiata dalla LOVB Omaha per la prima edizione della League One Volleyball.

### Nazionale
Fa parte delle selezioni giovanili statunitensi, partecipando con l'under 18 al campionato mondiale 2017 e aggiudicandosi con l'under 20 la medaglia d'oro al campionato nordamericano 2018.

## Palmarès

### Nazionale (competizioni minori)
- Campionato nordamericano under 20 2018

### Premi individuali
- 2021 - All-America Third Team
- 2021 - NCAA Division I: Austin Regional All-Tournament Team
- 2021 - NCAA Division I: Columbus National All-Tournament Team